# بليهي (باد كاليه)
بليهي، باد كاليه (بالفرنسية: Blessy, Pas-de-Calais)‏ هي بلدية تقع في إقليم باد كاليه من منطقة نور با دو كاليه في شمال فرنسا. تبلغ مساحة هذه المدينة 5.39 (كم²)، وترتفع عن سطح البحر 29 م، يبلغ عدد سكانها 837 نسمة حسب إحصاء المعهد الوطني للإحصاء والدراسات الاقتصادية سنة 2009 م. وترأس Yves Dehaeze البلدية خلال فترة (2008-2014).